# Carlo Scattola
Carlo Scattola (Vicenza, 1878 - Milà, 1947) fou un baix italià.
Va debutar el 1899 al Teatro Rossini de Venècia a Carmen. El 1912 va actuar al Teatro alla Scala a Isabeau de Mascagni. Després de la Primera Guerra Mundial, va reconduir la seva trajectòria com a baix buffo, assolint un gran èxit. El 1922 va tornar a cantar al Teatro alla Scala, aquest cop a Gianni Schicchi. L'any 1934, en aquest mateix teatre, va participar en l'estrena de Il Dibuk de Lodovico Rocca. Ja el 1927 havia pres part en l'estrena de l'òpera Madonna Imperia de Franco Alfano al Teatro Torino de Torí.
Entre 1926 i 1935 va participar activament en el renaixement de Rossini, sovint al costat de Conxita Supervia. Junts van actuar en diverses ocasions a Roma, Torí i Florència. La Temporada 1928-1929 va cantar al Gran Teatre del Liceu de Barcelona. El 1938 va cantar a l'Arena de Verona a La Bohème de Puccini i també va col·laborar en emissions d’òpera per a la radiodifusió italiana EIAR. Es va retirar dels escenaris el 1946.